# Le Barroux
 Le Barroux  es una población y comuna francesa, en la región de Provenza-Alpes-Costa Azul, departamento de Vaucluse, en el distrito de Carpentras y cantón de Malaucène.
Está integrada en la Communauté d'agglomération Ventoux - Comtat Venaissin.

## Enlaces externos

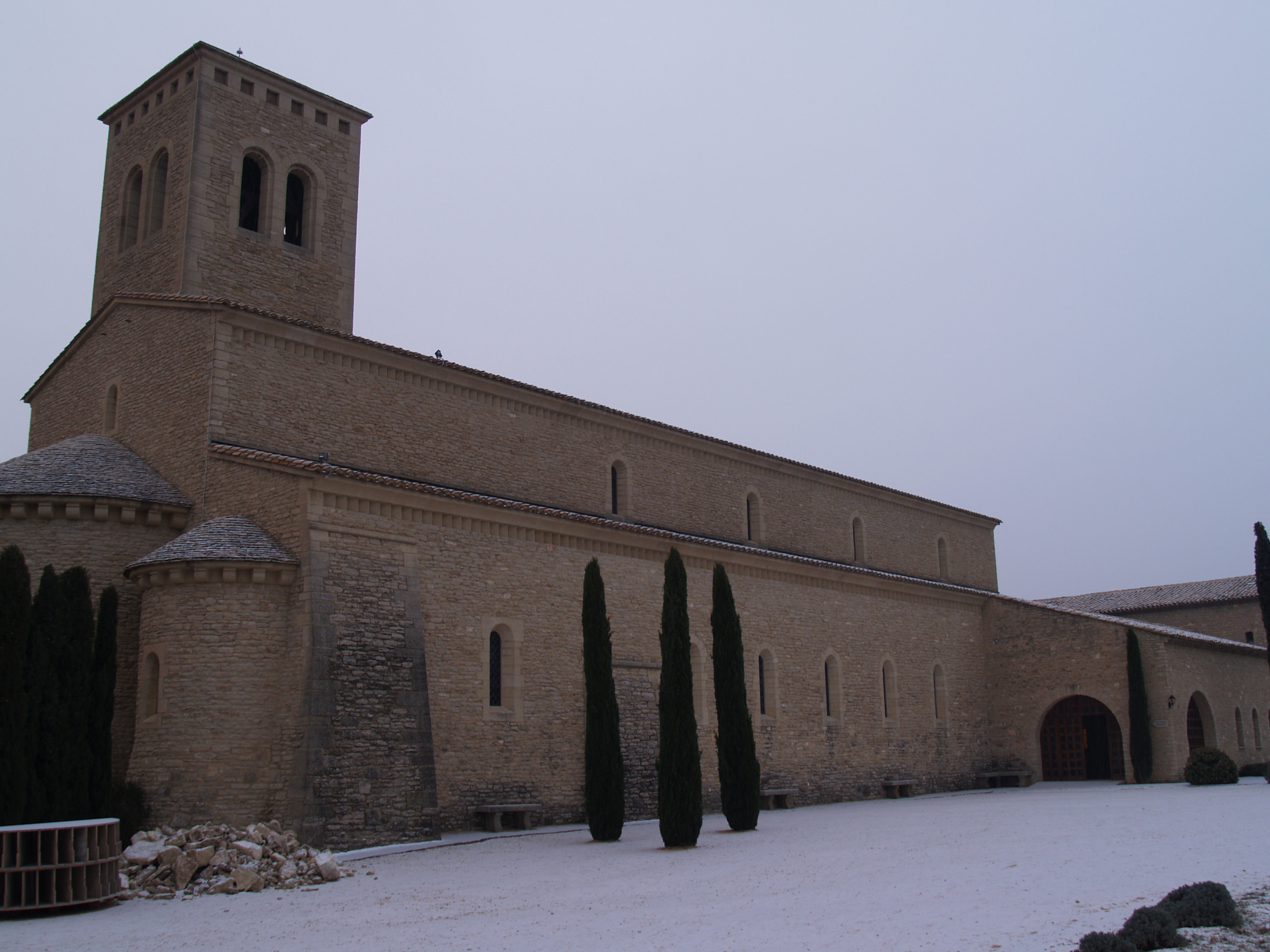
Abadía de Sta Magdalena

## Demografía
| 637 | 756 | 833 | 828 | 916 | 901 | 974 | 969 | 992 | 980 | 938 | 884 | 826 | 706 | 682 | 607 | 592 | 549 | 559 | 521 | 436 | 390 | 435 | 365 | 366 | 344 | 362 | 369 | 348 | 437 | 499 | 566 | 615 | 618 |
| Para los censos de 1962 a 1999 la población legal corresponde a la población sin duplicidades (Fuente: INSEE [Consultar]) |     |     |     |     |     |     |     |     |     |     |     |     |     |     |     |     |     |     |     |     |     |     |     |     |     |     |     |     |     |     |     |     |     |